# Bovista
Bovista Pers., 1794 è un genere di funghi basidiomiceti della famiglia Agaricaceae..

## Etimologia
L'epiteto Bovista deriva dalla latinizzazione del tedesco bovist = vescia, nome popolare delle specie praticole di aspetto sacciforme.
L'epiteto nigrescens deriva dal participio presente latino nĭgrescens del verbo nĭgresco = diventare nero, scurirsi, oscurarsi, per il colore assunto a maturità.

## Descrizione
- Carpoforo: globoso, subgloboso, con un leggero prolungamento nella parte bassa, 3-7 cm di diametro di larghezza, 3-4 cm di altezza. Gleba Bianca, bruna a maturità. Subgleba Assente. Esoperidio bianco, finemente pruinoso, che si screpola con l'età e si lacera nella parte superiore, mentre tende a ingrigire e poi annerire, soprattutto nella  parte inferiore, endoperidio bianco, poi bruno, infine nerastro a maturità.
- Basidi Tetrasporici.
- Spore (4,2) 4,4-5,4 (5,9) × (2,6) 4,2-4,9 (5,5) µm; Q = (1,0) 1,02-1,15 (1,2); N = 20; Media = 4,8 × 4,4 µm; Qm = 1,1; globose, verrucoso-aculeate, a parete spessa, che portano resti di sterigmi (pedicelli) (2,7) 3,3-6,7 (9,5) × (0,9) 1,0-1,9 (2,0) µm; Q = (1,7) 1,8-5,4 (5,8); N = 10; Media = 5,2 × 1,4 µm; Qm = 3,7; dritti o appena incurvati, che rimangono adesi alle spore stesse.
- Capillizio con rami grossi, a parete spessa, presto affusolati, senza pori e setti. Rami dritti o appena ondulati, non contorti, Bovista-type, cioè con un ifa che forma un gambo centrale che è fortemente ramificato, con rami presto affusolati e angoli di ramificazione spesso vicini a 90°, contrapposti ai rami di tipo Lycoperdon-type (vedi Specie simili, Bovista furfuracea).
- Commestibilità e tossicità: commestibile purché la gleba sia perfettamente bianca. Questa specie andrebbe comunque preservata e ne andrebbe evitata la raccolta per la sua rarità.

## Habitat
Specie tipica della Zona Alpina e della fascia submontana, con presenza di salici nani e Loiseleuria procumbens, spesso presente fino a 2800 m s.l.m.

## Tassonomia

### Specie
La specie tipo di questo genere è Bovista plumbea Pers., 1795. Le altre specie incluse sono le seguenti.
- Bovista acocksii De Villiers, Eicker & Van der Westh. (1989)
- Bovista acuminata (Bosc) Kreisel (1964)
- Bovista aenea Kreisel (1967)
- Bovista aestivalis (Bonord.) Demoulin (1979)
- Bovista africana Kreisel (1967)
- Bovista albosquamosa Kreisel (1964)
- Bovista amethystina Cooke & Massee (1888)
- Bovista antarctica Speg. (1887)
- Bovista apedicellata G. Cunn. (1943)
- Bovista arachnoides Speg. (1887)
- Bovista ardosiaca (Bull.) Herter (1933)
- Bovista betpakdalinica Schwarzman & Philimonova (1970)
- Bovista bovistoides (Cooke & Massee) S. Ahmad (1952)
- Bovista brunnea Berk. (1855)
- Bovista cacao P. Ponce de León (1975)
- Bovista californica Kreisel (1967)
- Bovista capensis (Fr.) J.C. Coetzee & A.E. van Wyk (2005)
- Bovista cisneroi Speg. (1881); Agaricaceae
- Bovista citrina (Berk. & Broome) Bottomley (1948)
- Bovista colorata (Peck) Kreisel (1964)
- Bovista concinna S. Ahmad (1949)
- Bovista coprophila (Cooke & Massee) G. Cunn. (1943)
- Bovista cretacea T.C.E. Fr. (1914)
- Bovista cunninghamii Kreisel (1967)
- Bovista dakotensis (Brenckle) Kreisel (1964)
- Bovista dealbata Berk. ex Massee (1888)
- Bovista dominicensis (Massee) Kreisel (1964)
- Bovista dryina (Morgan) Demoulin (1979)
- Bovista dubiosa Speg. (1881)
- Bovista elegans Speg. (1927)
- Bovista flaccida (Lloyd) Kreisel (1967)
- Bovista flavobrunnea Petch (1950)
- Bovista fuegiana V.L. Suárez & J.E. Wright (1994)
- Bovista fulva Massee (1888)
- Bovista glacialis Kreisel (1964)
- Bovista glaucocinerea Speg. (1881)
- Bovista grandipora Trierv.-Per., Kreisel & Baseia (2010)
- Bovista grisea Schwarzman & Philimonova (1970)
- Bovista gunnii (Berk.) Kreisel (1964)
- Bovista halophila Kreisel & Hauskn. (2002)
- Bovista herrerae Kreisel (1967)
- Bovista heterocapilla Kreisel (1967)
- Bovista hungarica Hollós (1904)
- Bovista incarnata Massee (1892)
- Bovista jonesii P.W. Graff (1913)
- Bovista kazachstanica Schwarzman & Philimonova (1970)
- Bovista kurczumensis Philimonova & Vasyag. (1970)
- Bovista kurgaldzhinica Schwarzman & Philimonova (1970)
- Bovista lauterbachii (Henn.) Sacc. & Syd. (1899)
- Bovista leonoviana Philimonova & Vasyag. (1970)
- Bovista leucoderma Kreisel (1964)
- Bovista limosa Rostr. (1894)
- Bovista longicauda Mrkos (1926)
- Bovista longispora Kreisel (1967)
- Bovista longissima Kreisel (1967)
- Bovista lycoperdoides (Cooke) S. Ahmad (1952)
- Bovista macrospora Perdeck (1950)
- Bovista magellanica Speg. (1887)
- Bovista membranacea Lohwag (1931)
- Bovista monticola Speg. (1896)
- Bovista nigra Velen. (1947)
- Bovista nigrescens Pers. (1794)
- Bovista oblongispora (Lloyd) Bottomley (1948)
- Bovista ochrotricha Kreisel (1967)
- Bovista pallida Velen. (1922)
- Bovista paludosa Lév. (1846)
- Bovista perpusilla Speg. (1898)
- Bovista polymorpha (Vittad.) Kreisel (1964)
- Bovista promontorii Kreisel (1967)
- Bovista pulyuggeodes Grgur. (1997)
- Bovista pusilla (Batsch) Pers. (1801)
- Bovista pusilliformis (Kreisel) Kreisel (1964)
- Bovista radicata Massee (1888)
- Bovista reunionis Kreisel & Hauskn. (2006)
- Bovista ruizii T. Herrera (1960)
- Bovista schwarzmanniana Philimonova (1970)
- Bovista sclerocystis Calonge, Kreisel & Guzmán (2004)
- Bovista sempervirentium Kreisel (1967)
- Bovista septima (Lloyd) Kreisel & Calonge (1996)
- Bovista singeri V.L. Suárez & J.E. Wright (1994)
- Bovista spinulosa Peck (1879)
- Bovista sublaevispora V.L. Suárez & J.E. Wright (1994)
- Bovista substerilis Kreisel (1976)
- Bovista sulphurea Velen. (1947)
- Bovista termitum R. Heim (1977)
- Bovista tomentosa (Vittad.) De Toni (1888)
- Bovista trachyspora (Lloyd) Kreisel (1964)
- Bovista umbrina Bottomley (1948)
- Bovista uruguayensis Speg. (1881)
- Bovista vascelloides Kreisel (1976)
- Bovista vassjaginiana Philimonova & Schwarzman (1970)
- Bovista verrucosa G. Cunn. (1943)
- Bovista yasudae Lloyd (1936)
- Bovista zeyheri Berk. ex Massee (1888)